# Domenico Criscito
Domenico Criscito (* 30. Dezember 1986 in Cercola) ist ein ehemaliger italienischer Fußballspieler. 

## Karriere

### Verein
Domenico Criscito entstammt der Jugendabteilung von CFC Genua, bereits in der Saison 2002/03 debütierte er für die Profimannschaft in der Serie B.
Im Jahr 2004 sicherte sich Juventus Turin für 1,9 Millionen Euro die Hälfte seiner Transferrechte. Bei Juve spielte er in der Jugendmannschaft Primavera und nahm eine sehr vielversprechende Entwicklung. In der Saison 2005/06 trainierte er bereits in der Profimannschaft mit.
Zur Saison 2006/07 ging Criscito zurück nach Genua und konnte bereits in der Saisonvorbereitung seinen Trainer Gian Piero Gasperini mit guten Leistungen überzeugen. In der Folge wurde er Stammspieler in der Verteidigung des Serie-B-Klubs. Aufgrund seiner ansprechenden Leistungen entschied sich Turin im Januar 2007 schließlich, Genua seine 50 % der Transferrechte an Criscito abzukaufen. Als Preis wurden 7,5 Millionen Euro ausgehandelt, wobei Juventus 5,25 Millionen zahlte und weiterhin seine Transferrechte an Andrea Masiello und Abdoulay Konko an Genua abtrat. Criscito unterzeichnete bei Juve einen Vertrag bis 30. Juni 2011, spielte aber noch bis Saisonende für Genua und schaffte mit dem Klub den Aufstieg in die Serie A.
Zur Saison 2007/08 kehrte er zu Juventus zurück und war, auch wegen der Verletzungen von Jorge Andrade und Jean-Alain Boumsong, zu Beginn der Spielzeit Stammkraft. Nach einigen, oft seiner Unerfahrenheit geschuldeten Fehlern, musste Criscito heftige Kritik aus den Medien einstecken und wurde von Trainer Claudio Ranieri im weiteren Verlauf der ersten Halbserie häufig nicht für die Startformation nominiert. Im Januar 2008 kehrte er leihweise für den Rest der Saison wieder nach Genua zurück und war für den Rest der Saison dort Stammspieler.
Im Sommer 2008 kaufte Genua die Hälfte an Criscitos Transferrechten von Juventus, außerdem wurde auch eine Kaufoption vereinbart. Nach zwei Spielzeiten als Stammkraft in der von Gian Piero Gasperini trainierten Mannschaft und den Rängen fünf und neun in der Serie A, wechselte Criscito im Juni 2010 für sechs Millionen Euro endgültig zum CFC Genua.
Im Juli 2011 wechselte er ins Ausland und unterschrieb bei Zenit Sankt Petersburg. Beim UEFA-Cup-Sieger von 2008, trainiert von Landsmann Luciano Spalletti, erhielt er einen Vertrag über fünf Jahre und kostete circa zwölf Millionen Euro. Nach 151 Spielen, in 7 Jahren verließ er im Sommer 2018 Russland und kehrte nach Italien zurück. Criscito unterschrieb am 6. Juni 2018 für den CFC Genua, die ihm dann Anfang Juli 2018 die Rückennummer 4 gab und zum Mannschaftskapitän ernannten. Im Sommer 2022 wurde sein Vertrag in Genua aufgelöst.
Anschließend spielte Criscito noch eine halbe Saison für den Toronto FC in der nordamerikanischen Major League Soccer.

### Nationalmannschaft
Criscito durchlief seit der U-17 sämtliche Jugendnationalmannschaften seines Landes und absolvierte 45 Juniorenländerspiele. Für die italienische U-21-Nationalmannschaft debütierte er am 14. November 2006 bei einem Freundschaftsspiel gegen die U-21-Auswahl Tschechiens.
Am 12. August 2009 debütierte Criscito unter Marcello Lippi beim 0:0 im Freundschaftsspiel gegen die Schweiz in Basel in der italienischen A-Nationalmannschaft. In der Folge wurde er von Lippi auch in den Kader Italiens für die Weltmeisterschaft 2010 in Südafrika nominiert. Der Abwehrspieler absolvierte alle drei Partien, schied mit den Azzurri aber bereits in der Vorrunde als Gruppenletzter aus.
Bis Anfang 2012 kam Criscito regelmäßig zum Einsatz. Danach gehörte er nur noch sporadisch dem Kader an und absolvierte von 2012 bis 2014 lediglich vier Partien. Nach einer Abstinenz kehrte er 2016 in den Kader zurück, ohne jedoch zu spielen. 2018 wurde er von Roberto Mancini wieder nominiert und absolvierte vier weitere Partien für Italien. Sein letzter Einsatz datiert aus dem Oktober 2018, eine letzte Nominierung erfolgte im Herbst 2020. Insgesamt absolvierte Criscito 26 Partien für die Squadra Azzurra.

## Verdacht auf Spielmanipulationen
Im Zusammenhang mit einem Wettskandal im italienischen Fußball wurde Ende Mai 2012 ein Ermittlungsverfahren gegen Criscito wegen des Verdachts auf Spielmanipulationen eingeleitet. Nach der Durchsuchung des Trainingsquartiers der italienischen Nationalmannschaft in Coverciano, wo sich diese auf die Fußball-Europameisterschaft in Polen und der Ukraine vorbereitete, gab der italienische Fußballverband bekannt, Criscito nicht für die EM zu nominieren.

## Erfolge
- Gewinner des Torneo di Viareggio: 2005
- Italienischer U-19-Meister: 2006
- Russischer Meister: 2012, 2015
- Russischer Superpokalsieger: 2015, 2016
- Russischer Pokalsieger: 2016